# Sieniachówka
Sieniachówka – wieś na Ukrainie w rejonie tarnopolskim należącym do obwodu tarnopolskiego. 
W II Rzeczypospolitej wieś w powiecie zbaraskim województwa tarnopolskiego.
W latach 1944–1945 nacjonaliści ukraińscy z OUN-UPA zamordowali tutaj 32 Polaków, grabiąc i paląc wiele polskich gospodarstw.
Do 2020 w rejonie zbaraskim.